# 햄닛 (영화)
《햄닛》(영어: Hamnet)은 2025년 개봉 예정인 미국의 역사 드라마 영화이다. 클로이 자오가 감독과 공동각본을 맡았으며, 매기 오패럴의 동명 소설이 영화의 원작이다.
제시 버클리가 아그네스 셰익스피어 역을, 폴 메스칼이 윌리엄 셰익스피어 역을 맡아 주연을 맡았고, 조 알윈, 에밀리 왓슨 등이 출연한다. 2022년 11월 소설의 무대 제작이 발표되었고, 2023년 3월 런던의 닐 스트리트 프로덕션이 영화 판권을 획득했다. 클로이 자오 감독은 2023년 4월에 영화 연출을 맡았고 매기 오파렐과 함께 각본을 쓰게 되었다. 당초 2024년 6월 3일 런던에서 촬영이 시작될 예정이었으나, 실제로는 7월 29일 웨일스에서 촬영이 시작되어 9월 30일에 마무리되었다. 8월에는 조 알윈과 에밀리 왓슨이 캐스팅에 합류했으며, 스티븐 스필버그가 제작자로 참여했다. 포커스 피처스가 영화 배급권을 획득했으며, 해외 배급은 유니버설 픽처스가 담당한다.

## 줄거리
영화 '햄넷'은 윌리엄 셰익스피어와 그의 아내 아그네스의 삶을 다룬 허구의 이야기로, 특히 그들의 11살 아들 햄넷이 죽은 후의 이야기를 중심으로 전개된다.

## 출연진
- 폴 메스컬 - 윌리엄 셰익스피어 역
- 제시 버클리 - 애그니스 셰익스피어 역
- 조 앨윈
- 에밀리 왓슨
- 저코비 주프
- 잭 셜루